# Walter Payton
Walter Jerry Payton (* 25. Juli 1954 in Columbia, Mississippi; † 1. November 1999 in South Barrington, Illinois) war ein US-amerikanischer American-Football-Spieler auf der Position des Runningbacks. Er spielte für die Chicago Bears in der National Football League (NFL).
Payton starb im Alter von nur 45 Jahren an einer schweren Leberkrankheit. Durch seine Konstanz und seine vielen Rekorde zählt er zu den besten Spielern, die je in der NFL gespielt haben.

## Karriere
Sweetness, wie Payton genannt wurde, war 1975 nach seiner Collegeausbildung an der Jackson State University in der ersten Runde der damaligen NFL Draft von den Chicago Bears als vierter Spieler ausgewählt worden. Walter Payton spielte als Runningback 13 Jahre in der NFL. In diesen 13 Jahren verpasste er nur ein Spiel wegen einer Verletzung. Er spielte bis zu seinem Karriereende 1987 nur für die Chicago Bears. Er war Mitglied der 1985er Bears die 1986 den Super Bowl XX gewannen.
Kein Runningback in der Geschichte der NFL spielte vor ihm so lange auf einem so hohen Niveau wie Walter Payton. Er lief in seinen 190 Spielen für Chicago 16.726 Yards bei 3.838 Versuchen. Er erzielte 110 Lauftouchdowns und fing 15 Passtouchdowns. 1977 und 1985 wurde er zum MVP und zum Besten Offensiv-Spieler der NFL gewählt. Von 1976 bis 1980 gewann er den Titel für die meisten erlaufenen Yards in der NFC (National Football Conference). Bei seinem Karriereende hielt er 13 NFL-Rekorde. Darunter die meisten erlaufenen Yards in einer Karriere (16.726), die meisten Versuche in einer Karriere (3838), die meisten erlaufenen Touchdowns in einer Karriere (110) und die meisten kombinierten Yards in einer Karriere (21.803). Er hält heute (2012) immer noch einige NFL-Rekorde: Mit 77 Spielen, in denen er einen Raumgewinn von 100 oder mehr Yards erzielte und mit neun Teilnahmen am All Star Game der NFL, dem Pro Bowl in Honolulu, Hawaii. Sein größter Triumph war der 46:10-Sieg über die New England Patriots 1986 im Super Bowl XX. Payton lief jedoch nur für 61 Yards bei 21 Versuchen und blieb ohne Touchdown.
Seine beste Saison war 1977, als er zum ersten Mal als Wertvollster Spieler der NFL ausgezeichnet wurde. Payton erlief 1852 Yards und 14 Touchdowns in 339 Versuchen. Zusätzlich fing er 27 Pässe für 269 Yards und zwei Touchdowns. Payton wurde auch zum Besten Offensiv-Spieler der NFL gewählt und führte die Liga in erlaufenen Yards an.
Die Bears gewannen mit dem MVP Payton neun Spiele bei 5 Niederlagen und erreichten zum ersten Mal seit 1963 die Playoffs. 1963 gewannen sie die NFL Meisterschaft. Im Divisional Playoff Game 1977 verlor man aber gegen die Dallas Cowboys mit 37:7. Mit 60 Yards aus 19 Versuchen und ohne Touchdown blieb der MVP unter seinen Möglichkeiten. 1979 erreichten die Bears mit einem großartigen Walter Payton erneut die Playoffs. Zehn Siegen standen sechs Niederlagen gegenüber. Mit 1610 erlaufenen Yards bei 369 Versuchen führte er die NFC an. Außerdem gelangen ihm 14 Lauftouchdowns. Im Wildcard Game gegen Philadelphia verlor Chicago mit 27:17 obwohl Walter Payton großartig aufspielte und 67 Yards bei 16 Versuchen und zwei Touchdowns erzielte. Alleine konnte er die Bears nicht in den Super Bowl bringen.
Nach dem Spielerstreik von 1982, der die Saison auf neun Spiele verkürzte und dem Tod des Bears Gründers und der Trainerlegende George Halas übernahm Mike Ditka die Mannschaft. Mit ihm sollten die Bears 1986 ihren ersten und bis heute einzigen Super Bowl gewinnen. Trotz seines – für einen Footballspieler – hohen Alters gehörte Payton in den 1980ern immer noch zu den besten Runningbacks.

## Weitere Ehrungen
Payton ist Mitglied im National Football League 1970s All-Decade Team und dem der 1980s. 1993 wurde er dann in die Pro Football Hall of Fame aufgenommen und im Jahr 1994 wurde er Mitglied in dem National Football League 75th Anniversary All-Time Team. Er ist Mitglied in der College Football Hall of Fame. Payton spielte neunmal im Pro Bowl, dem Abschlussspiel der besten Spieler einer Saison. Neunmal wurde er in das All Pro Team gewählt. Payton erhielt 1977 den NFL Man of the Year Award. Der Preis wurde nach seinem Tod zum Walter Payton Man of the Year Award umbenannt. 1985 wurde ihm der Bert Bell Award verliehen.